# Przechód (Dolina Małej Łąki)

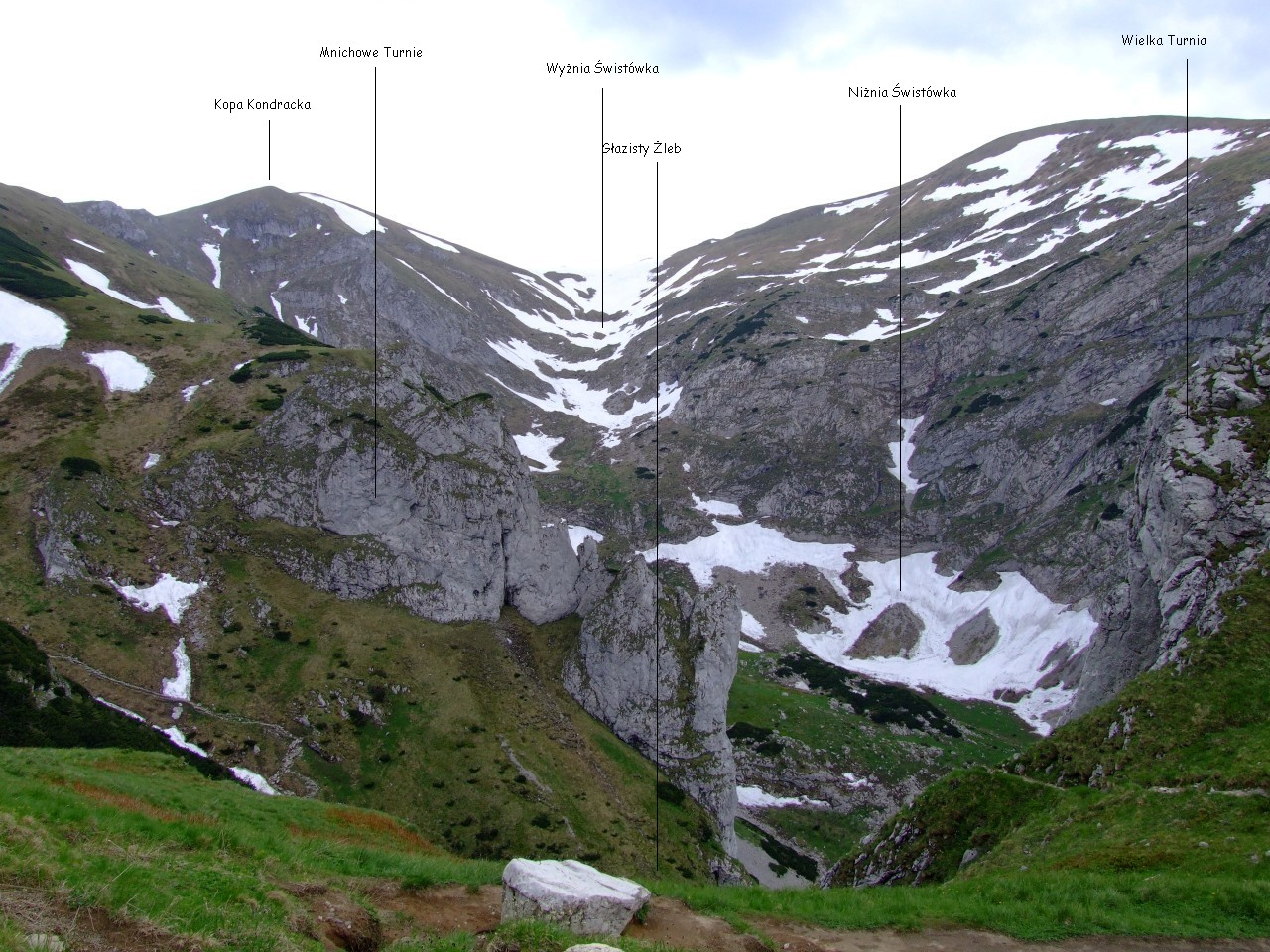
Niżnia i Wyżnia Świstówka w Dolinie Małej Łąki

Przechód – wysoki próg skalny w Dolinie Małej Łąki w Tatrach Zachodnich. Próg ma wysokość około 60 metrów i oddziela Niżnią Świstówkę od Wyżniej Świstówki. W jego pobliżu znajduje się kilka jaskiń, m.in. Jaskinia przy Przechodzie i Studnia przy Przechodzie.